# 東宝物産
東宝物産株式会社（とうほうぶっさん）は、香川県さぬき市鴨庄に本社を置く、クリーニング業を営む企業である。
阪急阪神東宝グループとは資本・人材を始め一切無関係。

## 概要
直営拠点の「ワンナワードライ・東宝」、フランチャイズの「東宝サンシャイン」、宅配サービスの「東宝ランドリー」の3ブランドで展開している。

## 沿革
- 1947年2月 徳島製鋼工業株式会社として設立。
- 1957年2月 現商号に変更。
- 1965年2月 クリーニング業に業態変更。
- 1988年4月 工場併設店「ワンナワードライ・東宝」を新設。